# Allen Carlson
Pour les articles homonymes, voir Carlson.
Allen Arvid Carlson est un philosophe canadien, né le 3 mars 1943 à Stephen au Minnesota (États-Unis) et mort le 28 janvier 2025. Il est professeur émérite au département de philosophie de l'Université de l'Alberta au Canada.
Allen Carlson est connu pour ses travaux en esthétique, notamment autour de l'esthétique environnementale, et en épistémologie.

## Biographie
Allen Arvid Carlson naît le 3 mars 1943 à Stephen au Minnesota.
En 1969, Carlson déménage à Edmonton, en Alberta, pour joindre le département de philosophie de l'Université de l'Alberta à titre de professeur.
Il meurt le 28 janvier 2025 à l'âge de 81 ans.